# ТЕС Гаррі 4
16°6′57.9″ пн. ш. 32°42′5.2″ сх. д. / 16.116083° пн. ш. 32.701444° сх. д.
ТЕС Гаррі 4 — теплова електростанція в Судані, розташована за чотири десятки кілометрів на північ від його столиці Хартума.
Станцію розмістили на площадці нафтопереробного заводу, який постачає необхідний їй для роботи губчатий кокс (проектне споживання 256 тисяч тонн на рік). Можливо відзначити, що використання цього палива є особливістю ТЕС — розташовані поряд станції Гаррі 1 та Гаррі 2 розраховані на нафтопродукти і зріджений нафтовий газ. На станції встановили котли з циркулюючим псевдозрідженим шаром (Circulating Fluidised Bed, CFB), які живлять дві парові турбіни потужністю по 50 МВт.
Видача продукції відбувається по ЛЕП, що працює під напругою 220 кВ.